# DRY (programmeren)
DRY staat voor het Engelse Don't Repeat Yourself (jezelf niet herhalen). DRY is een principe in de softwareontwikkeling waarbij men herhaling van patronen in programmacode probeert te vermijden en deze vervangt door abstracties of datanormalisatie. Wanneer het DRY-principe correct wordt geïmplementeerd kan men code hergebruiken zonder deze opnieuw te hoeven schrijven.
Het DRY-principe is voor het eerst beschreven en uitgelegd in het boek The Pragmatic Programmer uit 1999.